# Mouvement d'Art Porno
Le mouvement d'Art Porno (Movimento de Arte Pornô) est un mouvement artistique brésilien d’avant-garde qui a duré de 1980 à 1982.
Actif pendant la dictature militaire au Brésil, il détourna l’usage original de la pornographie en en faisant un médium artistique novateur et en la mettant au service de la résistance politique au gouvernement en place,. Le mouvement se consacrait à la création d’un art expérimental, aux positions politiques progressistes et à la remise en cause des normes sociales. Malgré son nom, ce mouvement ne produisit pas d’œuvres pornographiques conventionnelles, c’est-à-dire que ces œuvres ne reproduisaient pas la forme hégémonique de la pornographie industrielle d’alors. Il rejeta, au contraire, toute connotation érotique dont l’expression était d’ailleurs permise sous la dictature.
La logique du langage pornographique fut subvertie par les membres du mouvement afin de créer des alternatives sociales, politiques et esthétiques à la dictature via l’usage de l’humour, de la scatologie, de l’effet de surprise, de la poésie, de la performance, d’une politique du corps et de la pansexualité. Les activités du Mouvement d’Art Porno cessèrent en 1982 mais des performances isolées furent réalisées et des ouvrages publiés jusqu’en 1984. Antolorgia, ouvrage paru en 1984, fut la dernière publication du mouvement.

## Histoire
Le Mouvement d’Art Porno, appelé aussi Mouvement Porno ou Pornismo (Pornisme) fut créé par Eduardo Kac en janvier 1980 à Rio de Janeiro. Kac invita Cairo Trindade à développer le mouvement qu’ils inaugurèrent publiquement le 30 mars 1980 lors d’une intervention, à la plage d’Ipanema, nommée Pelo Topless Literário (Topless littéraire). Il s’agit d’un regroupement soudain autour du poste de surveillance numéro 9 (Posto Nove) où furent réalisées performances, lectures de poésie, manifestations avec banderoles et distributions de publications. Le poste 9 était un choix stratégique : il était considéré comme l’épicentre de la plage (et donc un point de rassemblement majeur pour les habitants de Rio).
Peu après Pelo Topless Literário, Kac et Trindade demandèrent à Teresa Jardim de se joindre à eux, formant ainsi le bras performatif du mouvement qu’ils appelèrent le Gang. Braulio Tavares, Ana Miranda, Cynthia Dorneles et Sandra Terra participèrent aussi aux performances du Gang.
Kac et Trindade écrivirent le Manifesto Pornô (Le Manifeste Porno) en mai 1980 et le publièrent en septembre 1980 dans le premier numéro de la revue éponyme du groupe, Gang. Au total, le groupe en publia trois éditions en plus d’articles, d’autocollants, de t-shirts, d’œuvres imprimées, de dessins satiriques, de livres d’artistes et d’anthologies.
Entre 1980 et 1982, le Gang réalisa des actions artistiques tous les vendredis soirs à Cinelândia (en), lieu d’activités culturelles incontournable de Rio, la place étant bordée par le théâtre municipal, la bibliothèque nationale, le conseil municipal de Rio de Janeiro et le Musée National des Beaux Arts. Dans ce centre névralgique de la cité brésilienne, le Gang lut le Manifeste Porno le 9 septembre 1980, devant un public mêlant curieux et intellectuels.
Le 13 février 1982, le Gang présenta sa plus importante intervention à la plage d’Ipanema, au poste de surveillance numéro 9. Neuf artistes participèrent à la performance qui marqua la fin du mouvement. L’action explora l’ensemble du vocabulaire développé par le Gang. Son point d’orgue eut lieu lorsque les artistes déclenchèrent, dénudés, une manifestation le long de la plage (y être nu était et est encore interdit). La performance engagea la participation du public et fut ponctuée par un plongeon collectif dans l’océan – acte symbolique signifiant un renouveau et l’ouverture au dépassement du conservatisme et de l’esthétique conservatrice de l’époque dictatoriale.
Le vidéaste Belisario Franca, alors photographe, accompagna le Gang tout au long de ses deux années d’activités, documentant nombre des interventions du groupe.
Le Mouvement d’Art Porno anticipa le développement de l’usage de la pornographie comme moyen d’expression artistique et critique, comme on a pu le voir par la suite chez des artistes comme Jeff Koons, Annie Sprinkle, Sue Williams, Santiago Sierra, Shu Lea Cheang, Wim Delvoye et les artistes représentés sur la compilation vidéo Destricted, publiée en DVD en 2006.
Les œuvres du mouvement furent redécouvertes en 2010, lorsque la galerie Laura Marsiaj de Rio exposa la série Pornogramas (Pornogrammes) d’Eduardo Kac, réalisée par l’artiste entre 1980 et 1982. La première rétrospective du mouvement eut lieu au musée Reina Sofia, à Madrid, dans le cadre de l’exposition collective Perder la Forma Humana (Perdre la forme humaine), en octobre 2012. À cette occasion, le musée publia un article sur le mouvement dans le catalogue de l’exposition.

## Principaux participants
- Eduardo Kac
- Cairo Trindade
- Teresa Jardim
- Glauco Mattoso
- Bráulio Tavares (pt)
- Cynthia Dorneles
- Hudinilson Júnior (pt)
- Leila Míccolis (pt)
- Ota (artiste) (pt)
- Siegbert Franklin (pt)
- Alberto Harrigan
- Hélio Lete (Hélio Leites)

## Formes d’expression artistique
Le Mouvement d’Art Porno réalisa des œuvres en employant de nombreux média, comme la performance, la poésie, le graffiti, le dessin, la photographie, le dessin satirique et les arts graphiques.
Glauco Mattoso créa une forme d’expression qu’il nomma Jornal Dobrabil : un pamphlet imprimé recto verso, édité dans un style visuellement provocateur qui mêlait des formes pornographiques classiques, expérimentales et populaires.
Hudinilson Jr. mis au point un vocabulaire visuel basé sur des motifs créés à partir de son propre corps au moyen de techniques de reproduction, notamment la photocopie.
Leila Míccolis, Teresa Jardim et Cynthia Dorneles développèrent chacune leur poésie dans l’affirmation d’un féminisme combinant pornographie crue et positions politiques libérales.
Ota produisit des invitations, des affiches, des dessins satiriques et des bandes dessinées à travers lesquelles il donna un aspect humoristique aux œuvres du groupe.
La poésie de Braulio Tavares, les œuvres expérimentales de Tadeu Jungle, et les dessins de Siegbert Franklin furent aussi des contributions significatives à cette esthétique.
Dans le but de faire vivre une nouvelle forme de subjectivité, Eduardo Kac portait quotidiennement une minijupe rose. Il n’était pas intéressé par l’idée de se travestir mais par la volonté de neutraliser le genre particulier attribué à la jupe. Il créa aussi une série d’œuvres intitulées Pornogramas (Pornogrammes), au croisement de la performance, du design, de la résistance politique, de l’édition, de l’activisme, de la photographie et de la poésie. L’artiste explora les possibilités d’écrire avec le corps et d’« écrire le corps » lui-même. Kac inclut deux Pornogrammes dans son livre d’artiste Escracho, qu’il publia en 1983.